# Parkstadion
Le Parkstadion est un stade allemand de football situé à Gelsenkirchen. Il fut remplacé par la Veltins-Arena, inaugurée en 2001. L'ancien stade a été partiellement démoli et sert actuellement à l'équipe réserve et aux équipes jeunes du FC Schalke 04.

## Ancien stade
Le Parkstadion est inauguré en 1973, et devient le nouveau stade du FC Schalke 04.
Ce stade a accueilli des rencontres de la Coupe du monde de football 1974 et du Championnat d'Europe de football 1988.
En 2001, le stade est fermé, le club jouant dans la nouvelle Veltins-Arena située juste à côté. Le Parkstadion est alors utilisé pour les entraînements et les matchs amicaux.
En 2004, le virage sud du stade est partiellement démoli pour laisser la place à un hôtel et un centre médical. En 2008, c'est la tribune principale qui est démolie.

## Nouveau stade
En 2015, le stade est rénové pour une capacité de 5000 spectateurs, il fait partie du centre de formation. La piste d'athlétisme est supprimée mais un pylône d'éclairage de l'ancien stade a été conservé pour mémoire.
En mars 2020, le nouveau Parkstadion aurait dû être inauguré avec un match FC Schalke 04 contre le Zénith Saint-Pétersbourg mais ce match est reporté à cause de la pandémie de Covid-19.

## Galerie

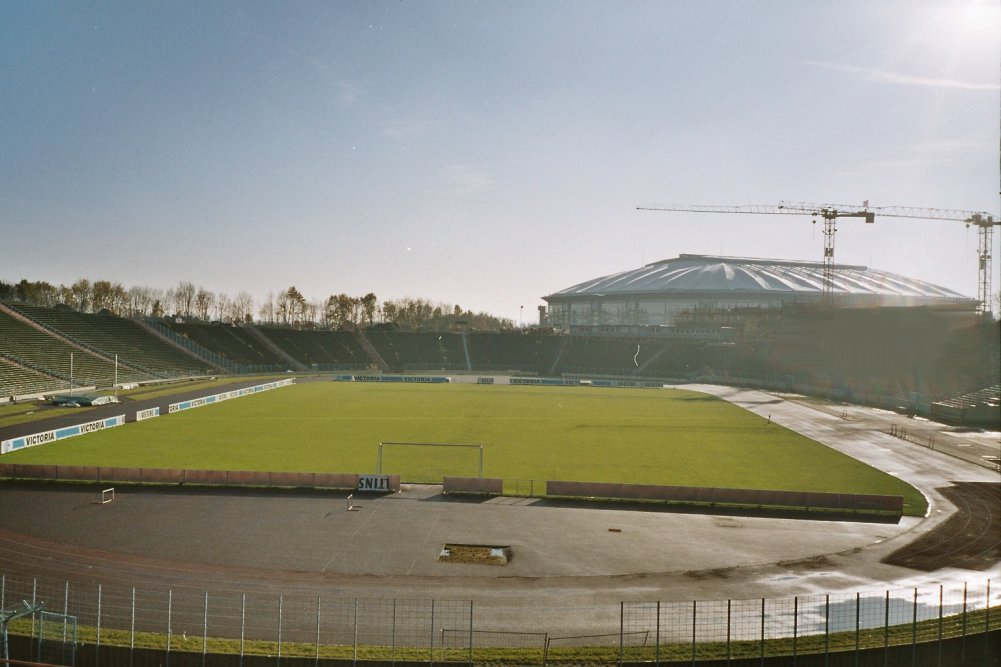
Le Parkstadion, avec la Veltins-Arena (2005)
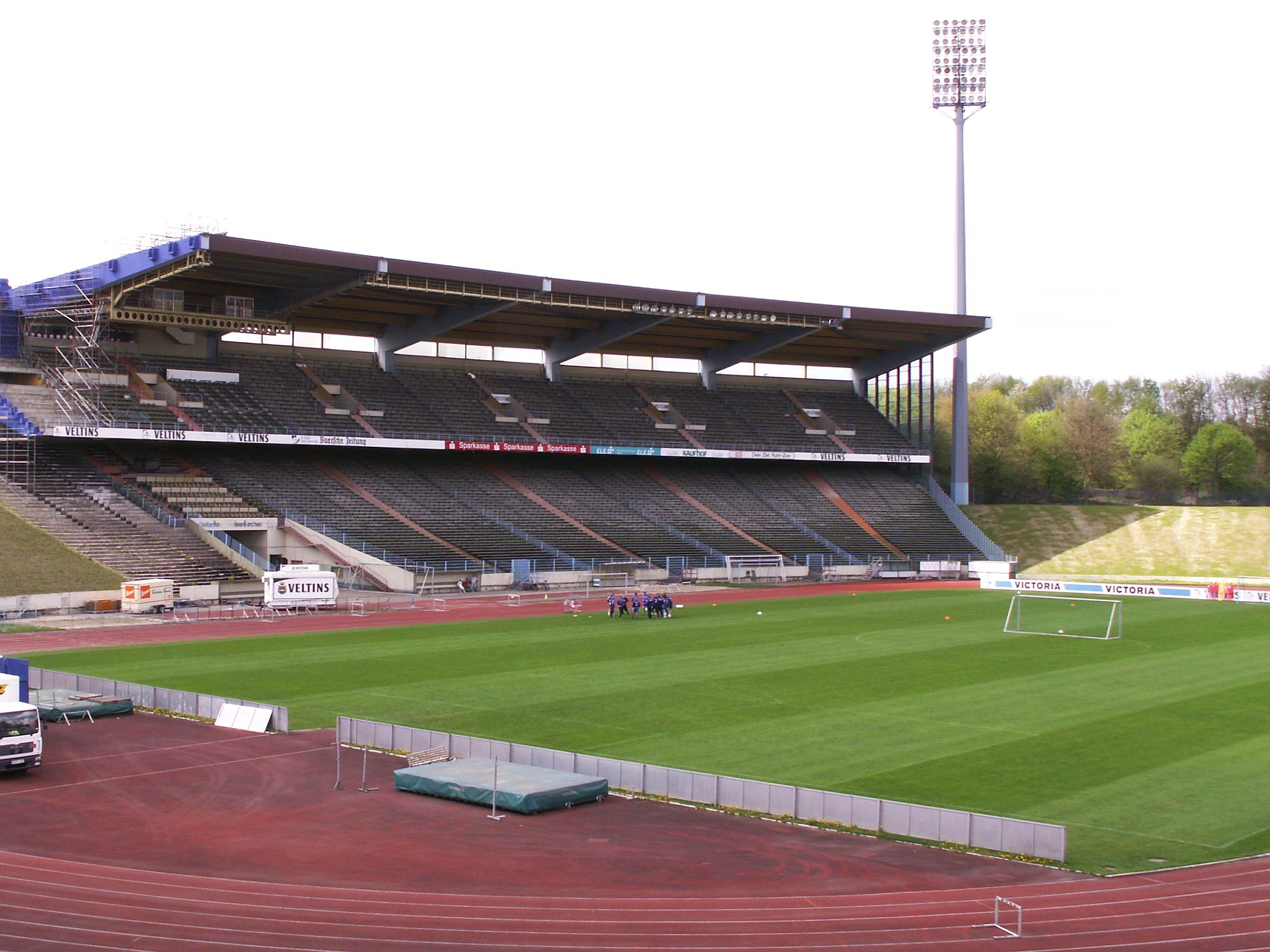
Tribune principale – début des travaux (2006)
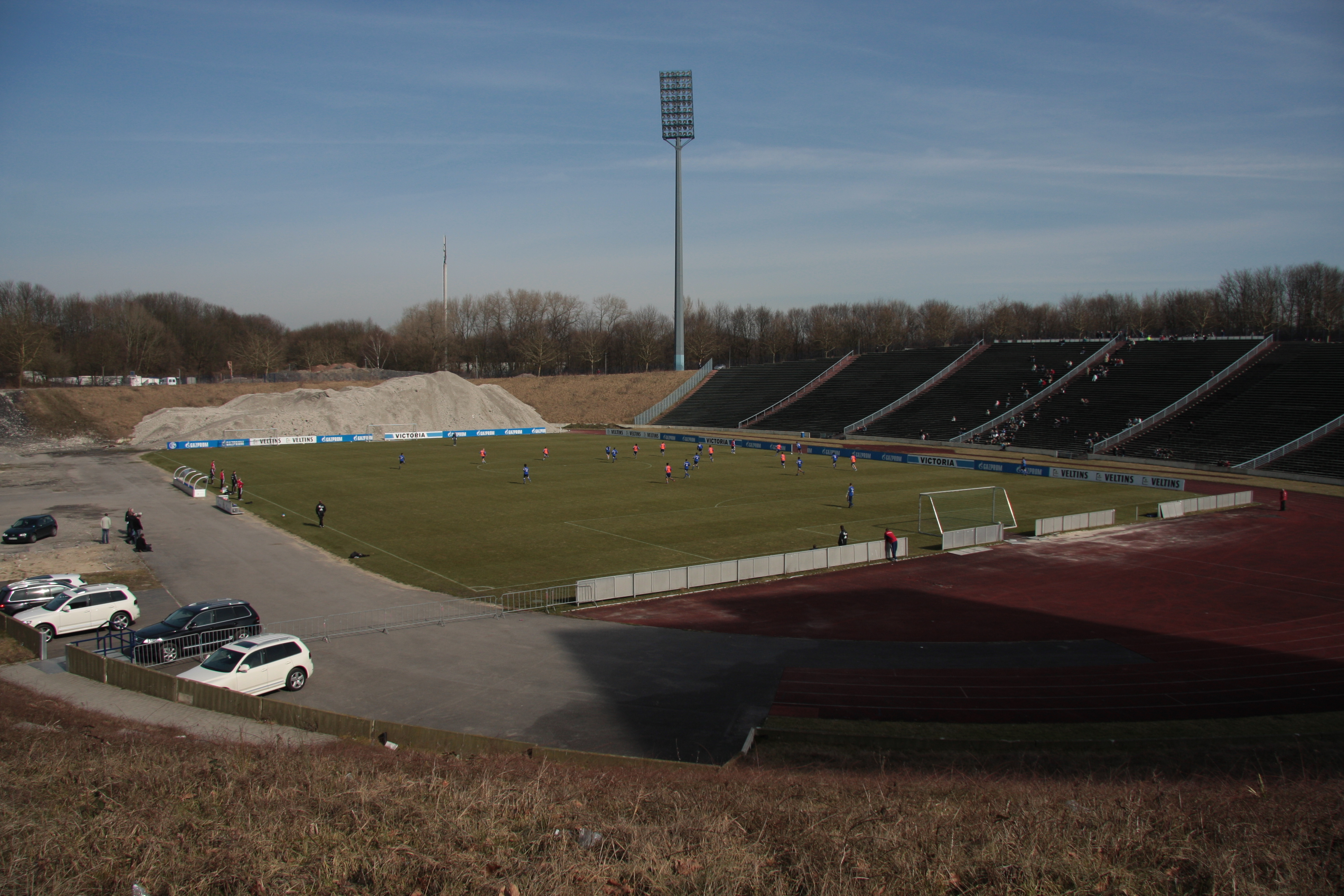
Le Parkstadion comme centre d'entraînement (2010)
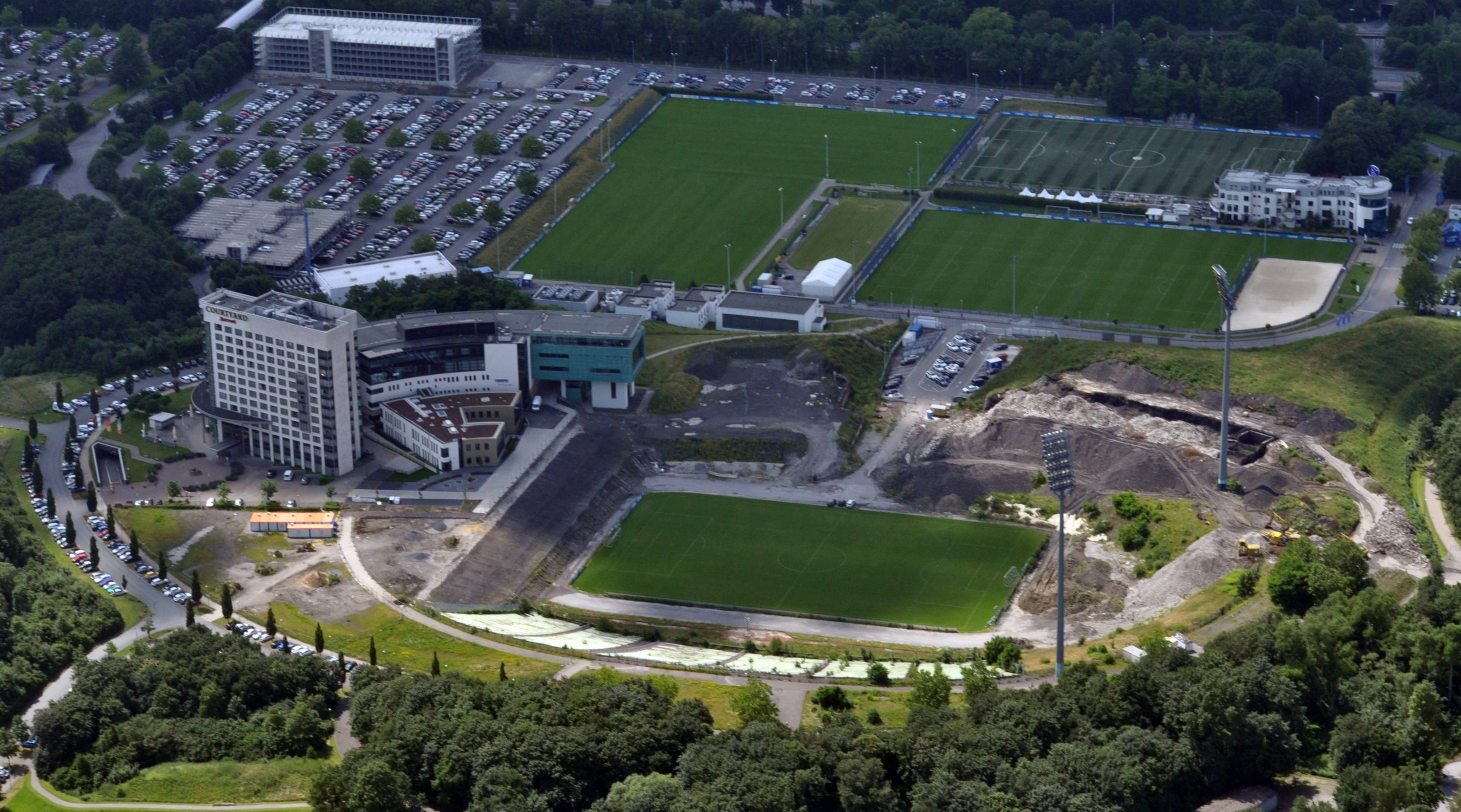
Parkstadion, vue aérienne (2016)
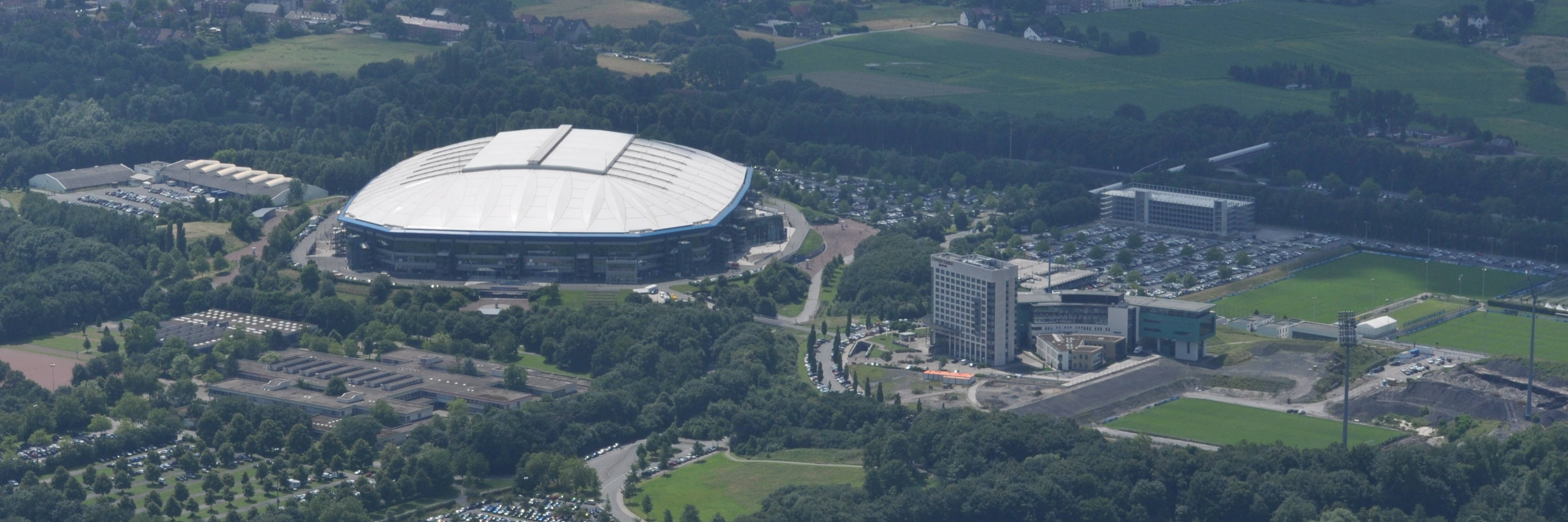
Veltins Arena et Parkstadion (2016)